# Siamang wielki
Siamang wielki, siamang (Symphalangus syndactylus) – gatunek ssaka naczelnego z rodziny gibbonowatych (Hylobatidae), największy i najsilniejszy przedstawiciel gibbonów. Dorodny samiec może ważyć prawie 13 kg przy blisko 1 metrze wysokości. 

## Zasięg występowania
Siamang wielki występuje w półwyspowej części południowej Tajlandii (tylko na niewielkim obszarze na granicy z Malezją), w północno-zachodniej i środkowej części Półwyspu Malajskiego (w większości zasięg ograniczony do obszarów górskich na zachodzie, na południe od rzeki Perak i na północ od rzeki Muar oraz jezioro Bera w poprzek do rzeki Pahang) i zachodniej Sumatrze, gdzie ich zasięg ograniczony jest do gór Barisan; być może dawniej występował na wyspie Bangka.

## Taksonomia
Gatunek po raz pierwszy naukowo opisał w 1821 roku brytyjski zoolog Thomas Stamford Raffles nadając mu nazwę Simia syndactyla. Holotyp pochodził z Bengkeulen, w zachodniej Sumatrze, w Indonezji. Jedyny przedstawiciel rodzaju siamang (Symphalangus) który opisał w 1841 niemiecki zoolog Constantin Wilhelm Lambert Gloger.
Niektórzy autorzy uznają populacje kontynentalne i sumatrzańskie za dwa odrębne podgatunki, odpowiednio continentis i syndactylus. S. syndactylus jest sympatryczny z Hylobates lar na półwyspowej części Tajlandii i Malezji i północnej Sumatrze oraz z H. agilis w północnej Sumatrze. Autorzy Illustrated Checklist of the Mammals of the World uznają ten takson za gatunek monotypowy.

### Etymologia
- Symphalangus: gr. συν sun, συμ sum „razem”; φαλαγξ phalanx, φαλαγγος phalangos „paliczek”[15].
- Siamanga: rodzima malajska nazwa samang lub siamang dla siamanga[16].
- syndactylus: gr. συν sun, συμ sum „razem”; δακτυλος daktulos „palec”[17].

## Morfologia
Ciało pokryte jest czarnym futrem, brwi są rude. Worek krtaniowy jest nieowłosiony i rozdyma się przy wydawaniu dźwięków do rozmiarów większych od głowy zwierzęcia. Długość ciała siamanga wynosi 75–90 cm. Rozpiętość przednich kończyn ponad dwukrotnie przekracza długość ciała. Masa ciała samic 9,1–11,5 kg, samców 10,5–12,7 kg.

## Ekologia
Odżywianie: Głównym składnikiem diety są owoce (przede wszystkim owoce fikusów) jak również: jaja ptasie, owady, rzadko małe ptaki. Żerowisko jednej grupy zajmuje nawet 40 ha, ale przeważnie osobniki nie muszą przemierzać dużych odległości w poszukiwaniu pożywienia.  
Rozród: Ciąża trwa od 200 do 212 dni, po czym samica rodzi jedno młode. Młode po osiągnięciu dojrzałości płciowej (w wieku 8-10 lat), zostają usunięte poza grupę rodzinną i żyją samotnie, aż do utworzenia własnej rodziny. 
Zachowanie: Podobnie jak inne gibbony, siamang żyje w monogamicznych grupach rodzinnych. Każda rodzina zajmuje ściśle określone terytorium, którego zajadle broni przed intruzami. Siamangi nie budują na drzewach żadnych gniazd ani lęgowisk, lecz nocują na gałęziach drzew. Prowadzą nadrzewny tryb życia, lecz gdy siamang znajdzie się na ziemi chodzi na dwóch nogach. Siamangi mają silnie rozwinięty system komunikacji głosowej. Pary siamangów często śpiewają w duecie sygnalizując swoją obecność na zajmowanym terytorium.

## Ochrona
Siamang wielki jest objęty konwencją waszyngtońską CITES (Załącznik I).